# Neigungssensor

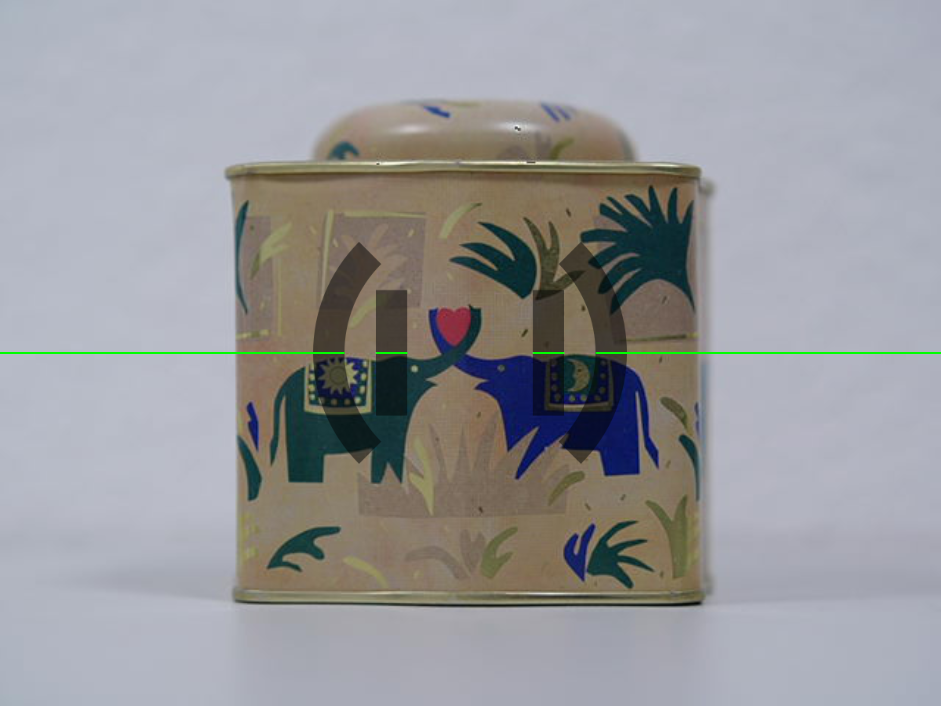
Live-View bei einer Digitalkamera mit grünen Hilfslinienpaaren zur lotrechten Ausrichtung der Kamera (Rollen (transparente graue Kreisringesegmente) und Nicken (transparente graue senkrechte Balken)). Die Messwerte können in den Metadaten der Aufnahme gespeichert werden (EXIF).

Ein Neigungssensor ist ein feinmechanisches oder elektrisches Messgerät, das für einen Instrumenten- oder Fahrzeugrahmen den genauen Bezug zur Lotrichtung herstellt oder Änderungen des Neigungswinkels überwacht.
Für die Geodäsie geeignete Sensoren wurden in den 1970er-Jahren entwickelt und anfangs Neigungs- bzw. Höhenkompensator oder elektronische Libelle genannt.

## Messprinzipien
Es gibt zahlreiche Verfahren, um Neigungen gegenüber der durch die Schwerkraft vorgegebenen Lotrichtung zu messen. Dem Lot oder Senkblei nachempfunden funktionieren Pendelkörper, die mechanisch oder elektromagnetisch gelagert sind und deren Lage elektronisch, induktiv, kapazitiv oder optisch gemessen wird. Kreiselplattformen bestimmen eine relative Lageänderung zur Ausgangslage und arbeiten schwerkraftunabhängig.
Mikroelektromechanische Systeme nutzen typischerweise Feder-Masse-Systeme, die die Auslenkung kleiner Testmassen in Abhängigkeit von der Lage mit den oben aufgeführten Prinzipien bestimmen.
Andere Sensoren arbeiten mit Flüssigkeiten. Sie nutzen entweder die Reflexion oder Brechung eines Lichtstrahls durch den Flüssigkeitsspiegel oder eine Widerstandsmessung bzw. Kapazitätsmessungen in Abhängigkeit von der Lage der Flüssigkeit.
Eine weitere Gruppe stellen die thermischen Verfahren dar: In der Messzelle befindet sich ein kleines Heizelement. Durch Konvektion steigt das erwärmte Gas in der Messzelle auf. Um die Messzelle herum befinden sich Temperaturfühler, die die Ausrichtung des Wärmestroms in der Messzelle erfassen und daraus die Lage des Systems bestimmen.

### Digitalkamera
Manche Digitalkameras und Smartphones haben drei senkrecht zueinander stehende Beschleunigungssensoren, mit deren Hilfe die Lotrichtung in Bezug auf das Gerät bestimmt und in den Metadaten der Bilddateien gespeichert werden kann.

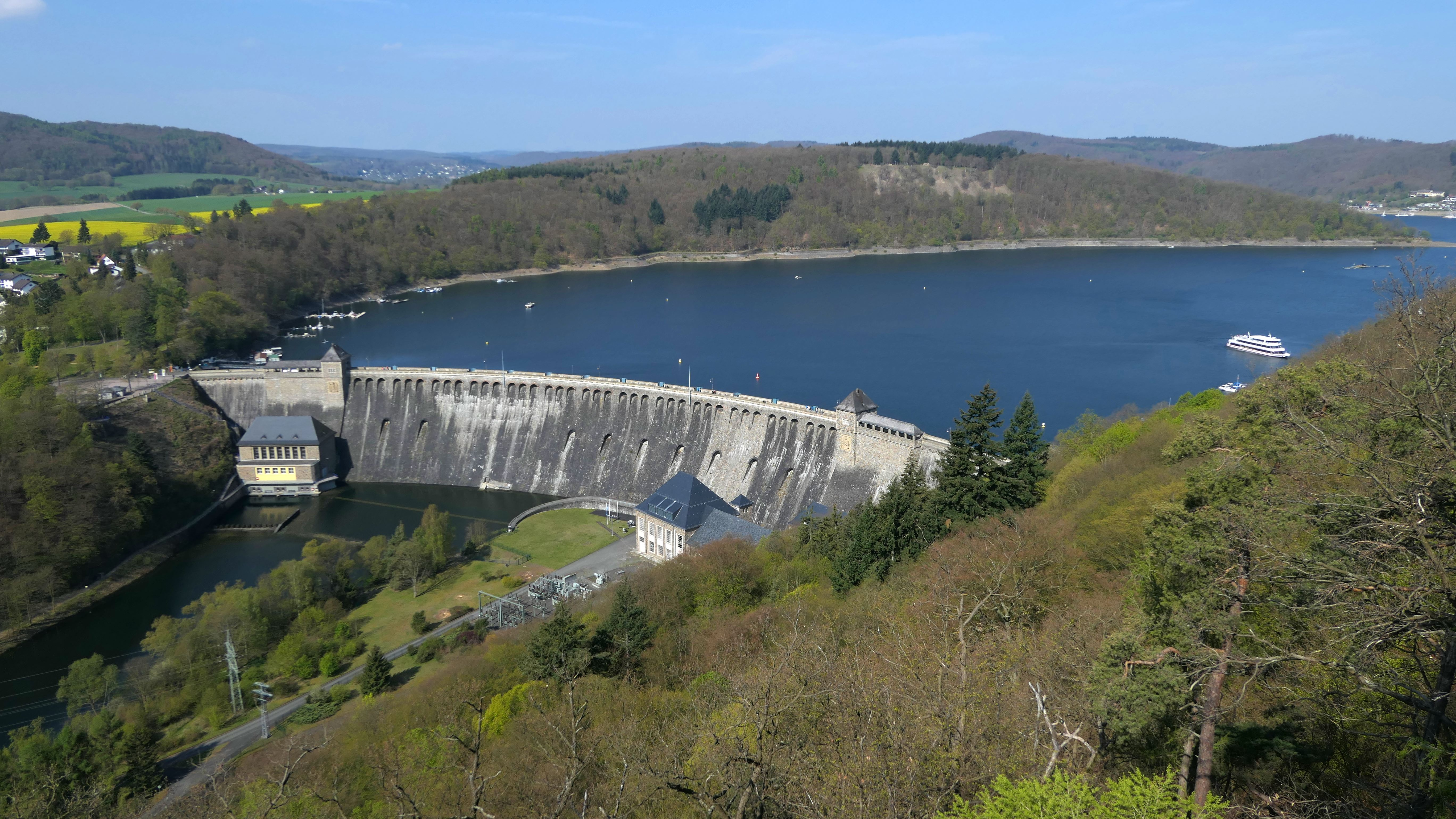
Eine digitale Aufnahme mit horizontal ausgerichteter und leicht nach unten geneigter Kamera.

Der Auszug aus den EXIF-Daten der nebenstehenden JPEG-Datei weist zum Beispiel die entsprechenden (gerundeten) Messwerte aus:
```
Accelerometer Z                 : 250
Accelerometer X                 : -1
Accelerometer Y                 : 55
Camera Orientation              : Normal
Roll Angle                      : 0
Pitch Angle                     : -12.4
```

Die Kamera hat das Bild im Querformat (Kameraorientierung = "Normal") aufgenommen. Der Rollwinkel betrug rund 0°, da die Kamera seitlich horizontiert war. Der Nickwinkel betrug 12,4°, da die Kamera geneigt war. Da sie in Blickrichtung nach unten geneigt war, ist der Nickwinkel negativ angegeben. Die Beschleunigungswerte in X- (rechts / links), Y- (vorne / hinten) und Z-Richtung (unten / oben) sind als gerundete ganzzahlige Werte im Zahlenbereich von -256 bis 256 angegeben, und es gilt die Nebenbedingung:
{\displaystyle {\sqrt {X^{2}+Y^{2}+Z^{2}}}=256\approx {\sqrt {(-1)^{2}+55^{2}+250^{2}}}=255{,}98}
Dieser bei unbewegter Kamera maximal auftretende Wert von 256 entspricht der Erdbeschleunigung.
Der Rollwinkel {\displaystyle \phi } ergibt sich folgendermaßen aus den Beschleunigungswerten:
{\displaystyle \phi =\arctan {\frac {X}{Z}}=\arctan {\frac {-1}{250}}\approx -0{,}2^{\circ }}
Der Nickwinkel {\displaystyle \theta } ergibt sich folgendermaßen aus den Beschleunigungswerten:
{\displaystyle \theta =-\arctan {\frac {Y}{Z}}=-\arctan {\frac {55}{250}}\approx -12{,}4^{\circ }}

## Anwendungen in der Geodäsie
Kleine Neigungssensoren sind im Unterbau moderner Theodolite und Tachymeter eingebaut. Sie können sehr genau sein (0,5–1″), weil sie nur einen kleinen Messbereich benötigen. Sie übernehmen die Funktion eines Höhenkompensators für den Vertikalkreis, überwachen aber auch die Neigung der Stehachse in beiden Richtungen.
Auch eigene Aufsatzgeräte sind auf dem Markt, z. B. für Lasertracker oder zur Lotung. Besonders genaue Neigungssensoren werden in Instrumente der Astrogeodäsie eingebaut, beispielsweise in moderne Prismenastrolabien oder CCD-Zenitkameras.

## Industrielle Sensoren
Industrielle Sensoren haben typisch eine geringere Genauigkeit, aber größere Mess- und Temperaturbereiche als geodätische Sensoren. Typisch sind 15° bis 60° Messbereich mit Genauigkeiten im Promille-Bereich (also einige 0,01° Winkelfehler) und Einsatzbereiche von −30 bis +70 °C.
Das Einsatzspektrum reicht vom Unfallschutz, beispielsweise an Baggern und Kränen,  bis zur Maschinenüberwachung und zu Industrierobotern. Mit geringerem Messbereich (einige Grad) lassen sich Genauigkeiten von 5′′ bis 10′′ erreichen.
Die Sensoren übermitteln die Messdaten typischerweise elektronisch als Spannungspegel oder über eine Stromschnittstelle. Gebräuchlich sind auch digitale Übertragungen, beispielsweise im seriellen RS232-Format oder über das Controller-Area-Network-Protokoll. Für die Nutzung in der industriellen Automatisierungstechnik existiert das standardisierte CANopen-Profil (CiA 410).